# Phantom Kid
Phantom Kid ist ein ausschließlich mit Kinder-Darstellern besetzter Western aus britisch-israelischer Produktion. Peter Hammond inszenierte 1976 den im deutschsprachigen Raum am 18. November 1990 erstmals gezeigten Film, als er im Privatfernsehen aufgeführt wurde.

## Handlung
Die beiden braven Cowboys Adam und Harmony sind in geheimer Mission unterwegs; sie sollen eine Bande gewissenloser Zugräuber ausfindig machen. Im Ort Yellow-Wood treffen sie auf eine Mischung aus Gefahr und Verdächtigungen. Ein Saloonmädchen bringt sie auf die Spur einer Verschwörung, die den Zugraub beinhaltet. Bei ihren Nachforschungen erkennen Adam und Harmony das Ziel der Verschwörer, die Bahnanlagen zu sprengen. Als ein geheimnisvoller Reiter namens "Phantom Kid" zu Hilfe eilt, werden die Banditen ärgerlich und setzen diesen und Adam gefangen. Nur mittels einer magischen Mundharmonika und der Hilfe seines hochbegabten Pferdes Dynamite gelingt es Harmony gerade noch rechtzeitig, die Verbrecher auszuschalten.

## Kritik
Der „abenteuerliche Western“ wurde kaum besprochen; die „unübliche“ Besetzung wurde immer erwähnt.

## Bemerkungen
Als Filmlieder hört man Heroes of the Night, That’s the Man for Me und Settling Down.